# هرمان گوسمان
هرمان گوسمان (۹ ژانویه ۱۹۰۴، در ایننبورنن – ۲۱ ژانویه ۱۹۷۹، در اسنابروک) وکیل و مدیر فوتبال آلمانی بود که از ۱۹۶۲ تا ۱۹۷۵ ریاست فدراسیون فوتبال آلمان یا DFB (آلمانی: Deutscher Fußball-Bund) را بر عهده داشت.
گوسمان در ۲۸ ژوئیه ۱۹۶۲ ، یکی از اعضای مؤسس بوندس‌لیگا بود.
رسوایی بوندس‌لیگا در سال ۱۹۷۱ در دوران حضور او اتفاق افتاد. گوسمان در سن ۷۵ سالگی بر اثر آمبولی ریه در اسنابروک درگذشت. وی در شهر اسنابروک به خاک سپرده‌شد.